# Marie Guy-Stéphan
Marie-Antoinette Guy-Stéphan, coneguda amb el nom artístic de Marie Guy-Stéphan (París, 18 de novembre de 1818, París-21 d'agost de 1873) fou una ballarina francesa.
Procedent de l'Opera Royale de París, amb els seus espectacles, en què s'inclouen danses de cuenta y cascabel, propicia una barreja d'estils que enriquirà el panorama coreogràfic del romanticisme.
Ballà al Gran Teatre del Liceu a partir de la temporada de 1847. Entre les obres que interpretà a Barcelona, caldria citar el ballet en tres actes Ondina o La náyade, amb música de Cesare Pugni, La Esmeralda, amb un jaleo de Jerez, o Giselle, que es presenta al Gran Teatre del Liceu l'any 1851.